# Eastern Promises
Eastern Promises (bra: Senhores do Crime; prt: Promessas Perigosas) é um filme canado-britano-estadunidense de 2007, do gênero drama e suspense, dirigido por David Cronenberg, com roteiro de Steven Knight.

## Sinopse
Em Londres, a enfermeira Anna inicia busca pela família de uma garota cuja mãe (prostituta) morreu após o parto. Os indícios a levam a Vory V Zakone, Máfia Russa que comanda tráfico de mulheres e prostituição. Em seu caminho encontra Nikolai, um homem aparentemente violento, que se interessa pelo caso.

## Elenco
- Viggo Mortensen .... Nikolai Luzhin
- Naomi Watts .... Anna Khitrova
- Vincent Cassel .... Kiril
- Armin Mueller-Stahl .... Semyon
- Jerzy Skolimowski .... Stepan
- Mina E. Mina .... Azim
- Josef Altin .... Ekrem
- Sinéad Cusack .... Helen
- Donald Sumpter .... Yuri
- Sarah-Jeanne Labrosse .... Tatiana
- Olegar Fedoro .... tatuador

## Prêmios e indicações
| Prêmio             | Categoria                  | Recipiente                                                  | Resultado |
| ------------------ | -------------------------- | ----------------------------------------------------------- | --------- |
| BAFTA 2008         | Melhor filme britânico     | Paul Webster, Robert Lantos, David Cronenberg, Steve Knight | Indicado  |
| BAFTA 2008         | Melhor ator                | Viggo Mortensen                                             | Indicado  |
| Globo de Ouro 2008 | Melhor ator - drama        | Viggo Mortensen                                             | Indicado  |
| Globo de Ouro 2008 | Melhor filme - drama       | Paul Webster, Robert Lantos                                 | Indicado  |
| Globo de Ouro 2008 | Melhor trilha sonora       | Howard Shore                                                | Indicado  |
| Oscar 2008         | Melhor ator                | Viggo Mortensen                                             | Indicado  |
| César 2008         | Melhor filme estrangeiro   | David Cronenberg                                            | Indicado  |
| Saturno 2008       | Melhor filme internacional | David Cronenberg                                            | Venceu    |
| Saturno 2008       | Melhor atriz               | Naomi Watts                                                 | Indicado  |
| Saturno 2008       | Melhor ator                | Viggo Mortensen                                             | Indicado  |